# Profundidad
Profundidad är en ort i Argentina.   Den ligger i provinsen Misiones, i den nordöstra delen av landet, 800 km norr om huvudstaden Buenos Aires. Profundidad ligger 181 meter över havet och antalet invånare är 272.
Terrängen runt Profundidad är platt åt sydväst, men åt nordost är den kuperad. Profundidad ligger uppe på en höjd. Närmaste större samhälle är Garupá, 15,4 km nordväst om Profundidad.